# Sociedade Portuguesa de Escritores
A Sociedade Portuguesa de Escritores (SPE) foi uma associação dos escritores portugueses, fundada em 1956 e encerrada em 1965 pelo Governo do Estado Novo em 1965.

## A criação
A criação da SPE teve na origem uma iniciativa dos escritores Aquilino Ribeiro e Ferreira de Castro, que, em 30 de abril de 1954, dirigiram a todos os seus confrades uma circular propondo a realização de uma reunião para trocar impressões sobre a criação de uma sociedade de escritores.
Na sequência das reuniões realizadas em 6 de maio e em 2 de junho de 1954 foram aprovados os Estatutos que, nos termos da legislação então vigente, tinham de ser objeto de homologação ministerial, o que só ocorreu em 4 de julho de 1956.

## Grande Prémio de Ensaio
- 1963 - Mário Dionísio por A Paleta e o Mundo[2]
- 1965 - Armando Castro por Evolução Económica de Portugal nos Século XII a XV[3][4]

## O Grande Prémio de Novela de 1965
Em 1965, a SPE, presidida por Jacinto do Prado Coelho, atribuiu o Grande Prémio de Novela ao escritor Luandino Vieira, então detido no Tarrafal pela atividade desenvolvida como membro do Movimento Popular de Libertação de Angola. Os principais jornais do país noticiaram o galardão sem perceberem que o escritor premiado era um preso político. Quando a Direcção dos Serviços de Censura detetou o facto, proibiu qualquer referência ao prémio.

## A extinção
Na sequência da atribuição do prémio a Luandino Vieira, a SPE foi extinta, por despacho, de 21 de maio de 1965, do Ministro da Educação Nacional Inocêncio Galvão Teles.
Nessa mesma noite, a sua sede, na Rua da Escola Politécnica, em Lisboa, foi destruída por desconhecidos. Três dos membros do júri foram detidos pela polícia política: Alexandre Pinheiro Torres, Manuel da Fonseca e Augusto Abelaira.

## A sucessão
À SPE sucedeu, em 1972, pela Associação Portuguesa de Escritores, após um difícil processo de autorização pelo Governo.